# Mer (chemia)
Mer (gr. meros = „część”) – najprostszy, jaki da się wyróżnić, stale powtarzający się fragment cząsteczki polimeru, która to cząsteczka składa się z bardzo długiego łańcucha merów, zakończonego na obu końcach grupami końcowymi.
W przypadku polimerów syntetycznych (tj. otrzymywanych na drodze syntezy) w wyniku reakcji polimeryzacji często przyjmuje się, że merem jest nie najprostszy dający się wyróżnić fragment cząsteczki, lecz ten fragment, który bezpośrednio pochodzi od reagującego monomeru.
Np. w cząsteczce polietylenu:
–CH2CH2CH2CH2CH2CH2CH2CH2CH2CH2–
najprostszym powtarzalnym fragmentem cząsteczki jest grupa –CH2–, jednak ze względu na to, że polietylen otrzymuje się w wyniku polimeryzacji etylenu CH2=CH2, przyjmuje się, że merem w polietylenie jest fragment [-CH2CH2-].